# توم كولير
توم كولير (بالإنجليزية: Tom Collier)‏ هو عازف جاز أمريكي، ولد في 30 يونيو 1948.